# Hongxi
Hongxi (Pechino, 16 agosto 1378 – Pechino, 29 maggio 1425) è stato imperatore della Cina dal 1424 al 1425, e fu il quarto della dinastia Ming.

## Biografia
Come figlio maggiore dell'Imperatore Yongle, Zhu Gaozhi nacque il 16 agosto 1378 e venne educato da maestri di tradizione confuciana. Iniziò la sua attività di governo ancora molto giovane, svolgendo il ruolo di reggente, mentre il padre era impegnato nelle campagne militari nel nord della Cina.
Divenuto Imperatore alla morte del padre col nome di Hongxi nel settembre del 1424, cancellò tutte le spedizioni marittime programmate da Zheng He e abolì sia il commercio di frontiera del tè che le missioni per il recupero di oro e perle nello Yunnan e nel Vietnam. Purtroppo, reintegrò al loro posto ufficiali confuciani incompetenti, ma contemporaneamente riorganizzò l'amministrazione della corte imperiale, concedendo le cariche più prestigiose ai suoi più stretti consiglieri. Gli accademici di Hanlin divennero gran segretari, contribuendo a smantellare l'impopolare politica militare inaugurata dal padre Yongle, promuovendo infine l'amministrazione civile. Hongxi aumentò le finanze cancellando le imposte sul legname, sull'oro e sull'argento. Vennero diminuite le tasse rurali, in modo che molti contadini poterono riprendere la propria attività senza pensare di finire in rovina, specialmente nell'area del delta del Fiume Yangtze.
L'Imperatore Hongxi diede ordine di spostare la capitale a Pechino. Ad ogni modo l'Imperatore Hongxi morì di un attacco cardiaco nel maggio del 1425, dopo meno di un anno di governo. Gli succedette suo figlio, di 26 anni, che divenne noto col nome di Imperatore Xuande, il quale continuò molte delle politiche liberali da lui inaugurate.